# Father's Choice
Father's Choice é um filme mudo norte-americano de 1913, do gênero comédia, estrelado por Mabel Normand e dirigido por George Nichols, com produção de Mack Sennett.

## Elenco
- Mabel Normand
- Fred Mace
- Ford Sterling